# Dombeya ameliae
Dombeya ameliae är en malvaväxtart som beskrevs av Jean Baptiste Antoine Guillemin. Dombeya ameliae ingår i släktet Dombeya och familjen malvaväxter. Inga underarter finns listade i Catalogue of Life.